# Spittal (pays de Galles)
Pour les articles homonymes, voir Spittal.
Spittal est une communauté du pays de Galles, au Royaume-Uni, située dans le comté du Pembrokeshire.